# زوبونتو
زوبونتو (بالإنجليزية: Xubuntu)‏ هي توزيعة من توزيعات لينكس وهي إصدارة رسمية من إصدارات عائلة أوبونتو وهي تعمل على الواجهة الرسومية إكسفس.
وهي نسخة حديثة تعنى بالخوادم والحواسيب التي لا تحوي ذاكرة كبيرة صدرت بتاريخ 2006-04- 25 تعتمد على إكسفس بدلًا من كدي أو جنوم كسطح للمكتب مما يجعلها مثاليةً للأجهزة القديمة أو الأجهزة محدودة الإمكانيات.
إكسفس من أخف واجهات سطح المكتب، تعمل على الأنظمة الشبيهة بيونكس. صُممت مع مراعاة الإنتاجية، وتنفيذ الطلبات بسرعة، وحفظ موارد النظام.

## تاريخ التوزيعة
تم الإعلان عن صدور زويونتو مع أوبونتو 5.10 عام 2005 ولكن فعليا لما يتم إصدارها إلا مع نسخة أبونتو 6.06 في 1 يونيو 2006

## أهم مميزاتها
أهم ما يميز زوبونتو أنها توزيعة خفيفة لا تحتاج إلى جهاز ذو إمكانيات عالية لكي تعمل بكفاءة

## الاختلافات عن أوبونتو
لايوجد أي اختلاف بين النسختين سوى أن الأولى تأتي افتراضيا بـ الواجهة الرسومية يونتي والثانية تأتي محمَّلةً بـ إكسفس الذي يمكنه العمل بكفاءة على الأجهزة ذات الإمكانيات المحدودة.

## متطلبات التشغيل
- مساحة تخزينية على القرص الصلب لا تقل عن 4.4 جيجابايت
- 265 ميجابايت من ذاكرة الرام ولكن يُنصح باستخدام 512 ميجابايت للحصول على أداء أفضل [3]

## وصلات خارجية
- موقع زوبونتو الرسمي